# Hart Crane
Hart Crane (21 de julho de 1899 – 27 de abril de 1932) foi um poeta modernista dos Estados Unidos.
Começou a escrever poesia moderna quando foi viver em Nova Iorque, influenciado por Pound e Eliot, escrevendo ainda em formas tradicionais e arcaicas. Em 1926, quando publicou sua primeira coleção de poemas, ainda sofria influência simbolista.
Após a publicação de Bridge, em 1930, livro cheio de otimismo em relação aos EUA, Hart Crane entrou numa profunda depressão, embora continuasse a produzir em estilo requintado.
Depois de obter uma bolsa de estudos no México e de se mudar para lá por algum tempo, na viagem de regresso, Crane suicidou-se atirando-se ao mar.
Embora considerado por muitos de difícil compreensão, e tendo falecido jovem, tornou-se um dos poetas mais influentes da sua geração, sendo citado, muito posteriormente, em Howl e outros poemas, de Allen Ginsberg.
Sua morte foi cantada por Vinicius de Moraes no poema "O poeta Hart Crane suicida-se no mar", publicado em 1959, no livro Novos Poemas (II).